# Vélez Sársfield
Vélez Sársfield é um bairro da cidade argentina de Buenos Aires.
Seu nome homenageia Dalmacio Vélez Sarsfield, jurista e poeta argentino de origens bascas e irlandesas, autor do primeiro Código Civil do país. Apesar de ter o mesmo nome, o Club Atlético Vélez Sársfield não se situa neste bairro, e sim no de Liniers.

## História
O comerciante Francisco Álvarez Campana possuía uma chácara localizada quase no centro da área que por volta de 1608 era chamada de "Isla del Pozo", porque é uma formação florestal visível de muito longe e o chamado "Mojón del Pozo Verde" foi colocado em suas proximidades, o ponto de partida de todas as medições das terras que haviam sido declaradas livres para fazer uma concessão no final do ano de 1608.

A sua independência como bairro começou em 26 de janeiro de 1910. Nessa data, houve o aumento da população na área, o Município procedeu à criação da Subintendência de Vélez Sarsfield, com uma jurisdição muito mais ampla do que a que atualmente pertence a este bairro de Buenos Aires.